# Hersz Hart
Hersz Hart – polski aktor żydowskiego pochodzenia grający w przedwojennych żydowskich filmach i sztukach teatralnych w języku jidysz.

## Filmografia
- 1937: Weseli biedacy